# Productiebos-zaaddrogerij
Een productiebos-zaaddrogerij, in het Duits: Forstsamendarre, is een toeleveringsbedrijf voor de bosbouw. 
Van dit soort instellingen bestaan er in Oostenrijk en  Duitsland samen negen, en elders in de wereld geen enkele. 
Men verzamelt en bewaart hier op kwaliteit geselecteerd zaadgoed van naald- en loofbomen, om hieruit in boomkwekerijen en productiebossen economisch waardevolle bomen op te kweken.
Sedert 1 januari 2003 is een Forstsamendarre  onderworpen aan het Forstvermehrungsgutgesetz, waarin kwaliteitseisen voor het zaad zijn vastgelegd. De bomen, waarvan het is geoogst, moeten o.a. vrij zijn van ongewenste erfelijke afwijkingen, voldoende groot en recht, en voldoende resistent tegen schimmel- en insectenplagen.

## Werkwijze
Zaden voor de vermeerdering via een zaadbank in een Forstsamendarre worden veelal nog vóór de volledige rijping gewonnen, doordat boswachters of bosbouwmedewerkers deze verzamelen, door hoog in een daarvoor geselecteerde boom te klimmen; deze personen gebruiken daarbij bergbeklimmersuitrusting, zoals stijgijzers. Op de grond gevallen dennen- of sparappels mogen niet gebruikt worden. 
Het ingezameld zaad wordt daarna verhit en zo gedroogd. Dennenappels bijvoorbeeld worden op een blik gelegd en drie dagen tot 40 à 50 graden Celsius verhit. Daarbij springen de dennenappels met een kenmerkend geluid open. Daarom wordt deze productiefase, naar dit geluid, in het Duits klengen genoemd. Als de zaden, die nog in hun omhulsels zitten, van de appels zijn losgekomen, worden ze in een schudzeef van het kaf gescheiden. Dit wordt darren genoemd. Duizend kilogram dennenappels leveren uiteindelijk 16 kilogram hoogwaardig zaad op (prijs omstreeks 2020 € 400 per kilo). Het in de Darre gewonnen zaad wordt daarna naar een gekoelde opslagruimte gebracht, waar het 25 jaar bruikbaar kan blijven.
Tegenwoordig wordt in een Samendarre voor met name het verhitten en zeven gebruikgemaakt van computergestuurde procestechnieken.
Zaad uit een Forstsamendarre wordt geleverd aan overheden, bosbeheerders en commerciële bedrijven, die zich met bosbouw bezighouden.

## Geschiedenis

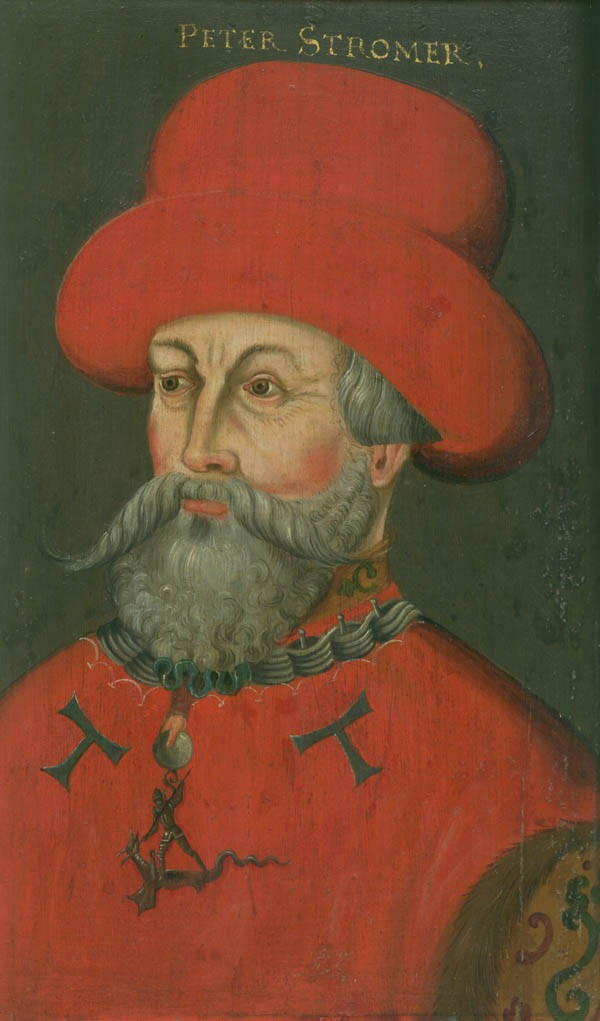
Peter Stromer (anoniem schilderij uit de 16e eeuw)

De ontwikkeling van dit soort vermeerderingsbedrijven wordt toegeschreven aan de in de omgeving van Neurenberg actieve mijn- en bosbouwkundige Peter Stromer (1315-1388). Stromer, die in Zuid-Duitsland de vader van de bosbouwkunde wordt genoemd, constateerde, dat er door de winning van hout voor o.a. de bouw en mijnbouw, voor smidsovens en door houtskoolbranderij, sprake was van ontbossing. In 1368 ging hij kaalgekapt eikenbos gericht inzaaien met zaad van sparren- en dennenbomen. Naaldhout, zo zag Stromer als eerste in, groeit veel sneller dan loofhout, en levert zo sneller timmer- en brandhout op. Bij het uitplanten werd o.a. gelet op geschiktheid van de bodem en de afwezigheid van muizen, die de jonge boompjes zouden kunnen opvreten. Ook werd, ter verbetering van de bodemkwaliteit, berk tussen de jonge naaldbomen geplant. Stromer was vooral actief in en om het zogenaamde Nürnberger Reichswald, destijds keizerlijk eigendom. Tot op de huidige dag strekt zich hier het Lorenzer Reichswald uit, een 150 km2 groot productiebos, niet ver van Neurenberg.

## Afbeeldingen

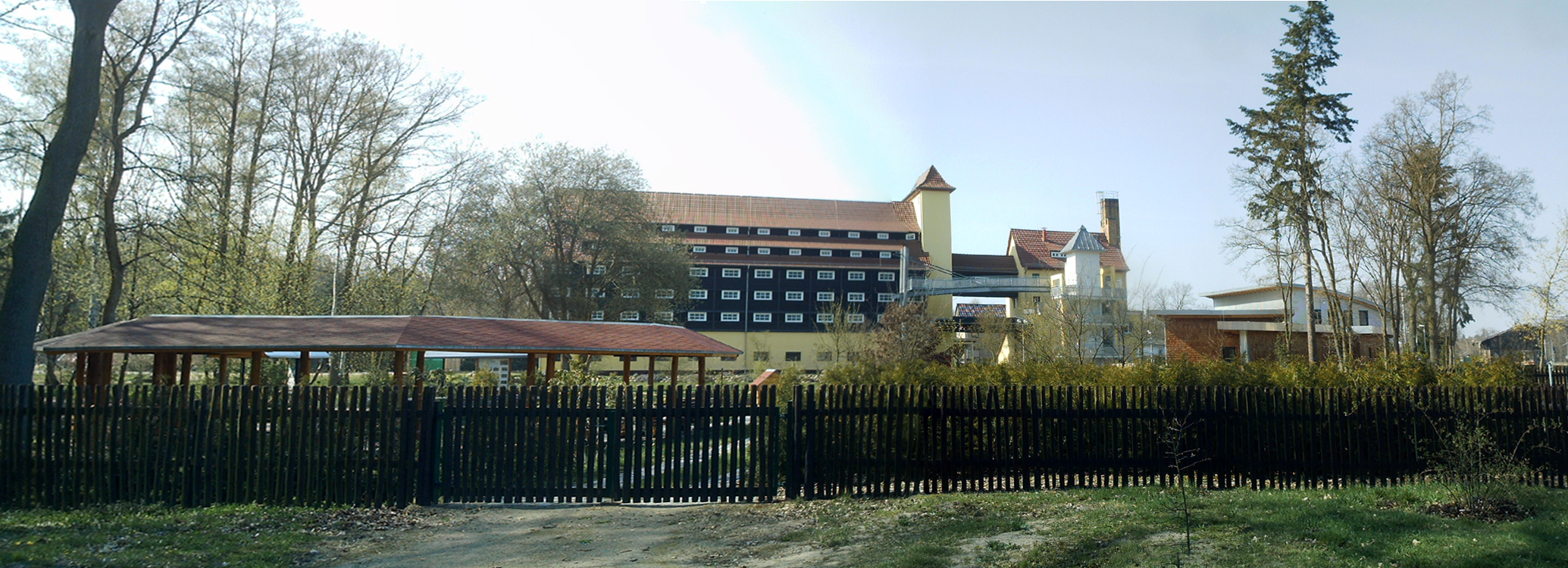
De Forstsamendarre te Jatznick, Mecklenburg-Voor-Pommeren
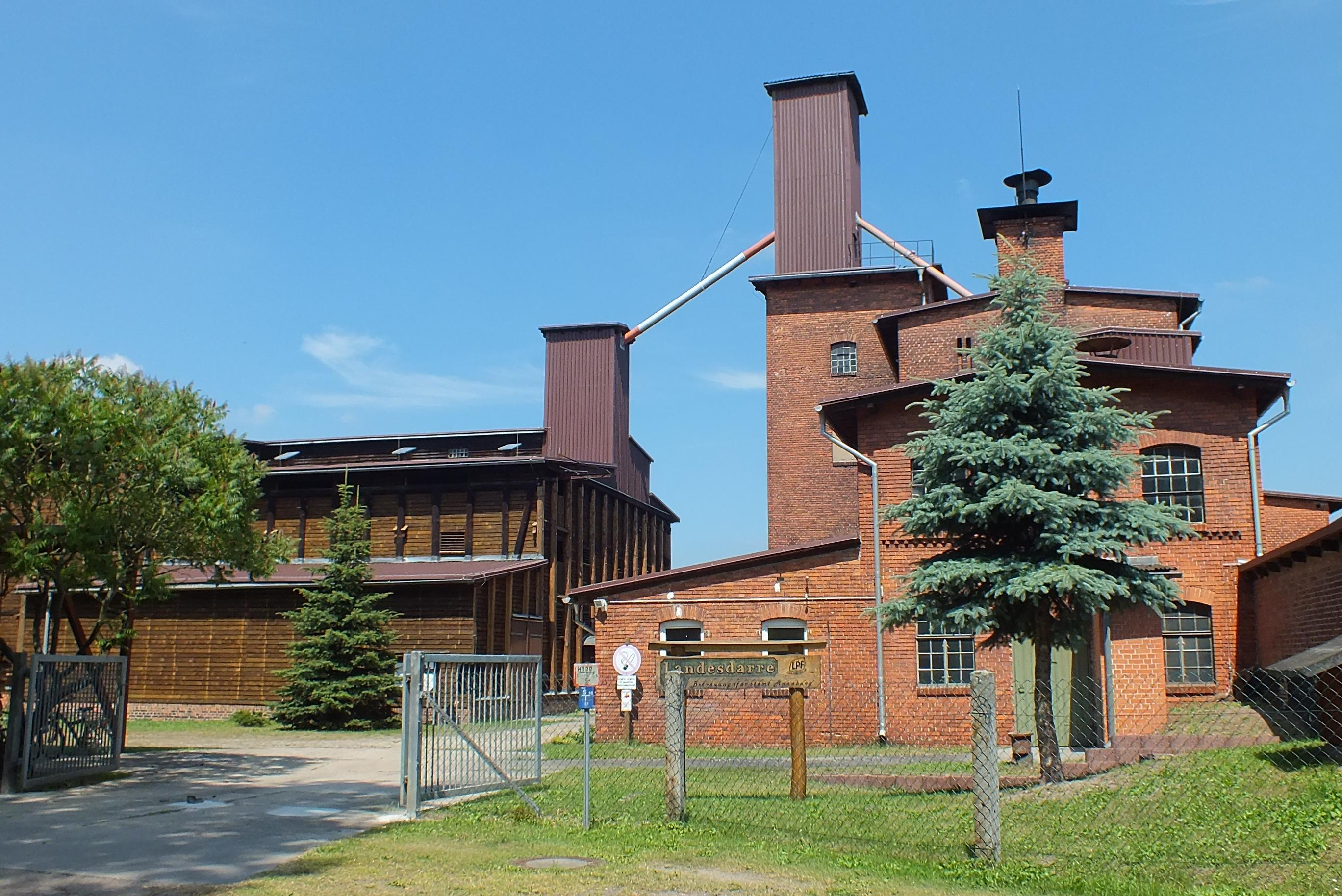
Samendarre te Annaburg, Saksen-Anhalt
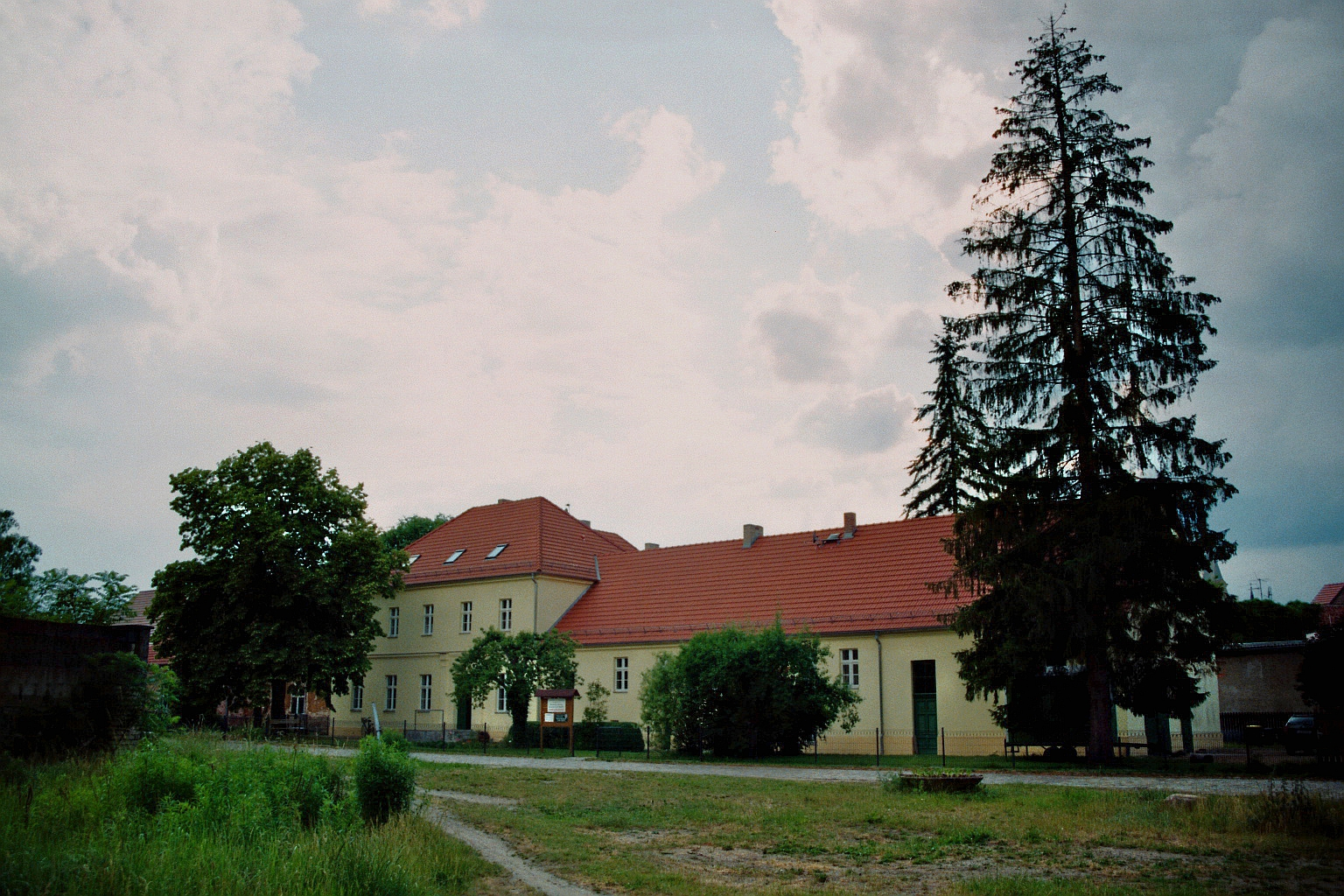
Darre met bosmuseum te Lieberose in het Spreewald, Brandenburg, achter de kasteelboerderij

## Vergelijkbare instellingen in Nederland
In Nederland zijn er zogenoemde zaadgaarden, waar zaad gewonnen wordt voor het opkweken van bomen en struiken die vervolgens in bos- en natuurgebieden geplant worden. Binnen Staatsbosbeheer is er een afdeling die zich daarmee bezighoudt. Daarnaast is er het Centrum Genetische Bronnen (afdeling binnen de WUR Wageningen, die zich met onderzoek naar zaadgaarden, herkomsten etc. bezig houdt; zie: )

### Andere Nederlandse websites, waar meer info over dit onderwerp te vinden is
- Staatsbosbeheer
- Daarnaast is er een Genenbank: Roggebotzand:
- Het Centrum Genetische Bronnen beoordeelt zaadopstanden, o.a. ten behoeve van de Rassenlijst Bomen en struiken: [dode link]